# フレッド・トーイ
フレデリック・E・O・"フレッド"・トーイ（Frederick E.O. "Fred" Toye, 1967年9月26日 - ）は、アメリカ合衆国のテレビ監督、編集技師、プロデューサーである。ABCのシリーズ『エイリアス』で監督、編集共同プロデューサーを務めていたことで知られる。
他に『FRINGE/フリンジ』、『LOST』、『ゴースト 〜天国からのささやき』、『ブラザーズ&シスターズ』、『4400 未知からの生還者』、『V』、『CSI:ニューヨーク』、『CHUCK/チャック』、『グッド・ワイフ』、『フォーリング スカイズ』などへ参加した。

## 主なフィルモグラフィ
| 年        | 作品                                                   | クレジット         | 備考 |
| --------- | ------------------------------------------------------ | ------------------ | --- |
| 2005-2006 | エイリアス Alias                                       | 監督               | 第4シーズン第13話「マーシャル危機一髪」 第5シーズン第2話「謎の敵」 第5シーズン第4話「モッキンバード」 第5シーズン第13話「47ページの謎」 第5シーズン第16話「ランバルディの遺志」 |
| 2005-2006 | エイリアス Alias                                       | 共同プロデューサー | 計12話担当 |
| 2005-2006 | エイリアス Alias                                       | 編集               | 計14話担当 |
| 2006      | ブラザーズ&シスターズ Brothers & Sisters               | 監督               | 第1シーズン第6話「母のファンタジー」 第1シーズン第10話「ともしび」 |
| 2006      | 4400 未知からの生還者 The 4400                         | 監督               | 第3シーズン第11話「未来の福音」 |
| 2006-2008 | ゴースト 〜天国からのささやき Ghost Whisperer          | 監督               | 第2シーズン第4話「沈黙の愛」 第2シーズン第18話「消えた母親」 第3シーズン第7話「悲しき霊能者」 第3シーズン第9話「霊を見る少女」 第3シーズン第14話「ジャスティンの秘密」 |
| 2007      | LOST Lost                                              | 監督               | 第3シーズン第18話「受胎の日」 |
| 2008-2011 | CSI:ニューヨーク CSI: NY                               | 監督               | 第5シーズン第2話「死者の書」 第7シーズン第15話「復讐」 第8シーズン第1話「9月11日の記憶」 |
| 2008-2012 | CHUCK/チャック Chuck                                   | 監督               | 第1シーズン第12話「チャツク VS カサブランカ」 第3シーズン第5話「チャック VS 初単独任務」 第3シーズン第15話「チャック VS お手本カップル」 第4シーズン第17話「チャック VS ファースト銀行」 第5シーズン第9話「チャック VS ヒモ」 |
| 2008-2012 | FRINGE/フリンジ Fringe                                 | 監督               | 第1シーズン第3話「預言する男」 第1シーズン第9話「幻覚」 第1シーズン第11話「裏切り」 第1シーズン第15話「幽閉」 第1シーズン第19話「パイロキネシス」 第2シーズン第11話「復活」 第3シーズン第15話「家族」 第4シーズン第16話「生まれ変わり」 |
| 2008-2012 | FRINGE/フリンジ Fringe                                 | プロデューサー     | 計14話担当（2008-2010） |
| 2009-2010 | V                                                      | 監督               | 第1シーズン第3話「第五部隊」 第1シーズン第9話「兵士」 |
| 2010      | アンダーカバー Undercovers                             | 監督               | 第1シーズン第9話「死のダイヤモンド」 |
| 2010-2012 | Hawaii Five-0                                          | 監督               | 第1シーズン第11話「ハネムーンの悲劇」 第2シーズン第19話「ダイヤの行方」 第3シーズン第2話「消えた名画」 |
| 2010-2016 | グッド・ワイフ The Good Wife                           | 監督               | 第1シーズン第22話「よみがえる悪夢」 第2シーズン第20話「原告は独裁者」 第3シーズン第4話「弁護士の倫理」 第3シーズン第13話「デジタル通貨」 第3シーズン第14話「大陪審再び」 第4シーズン第5話「ノックを待ちながら」 第4シーズン第19話「史上最速の裁判」 第5シーズン第7話「対立の日々」 第6シーズン第5話「スポットライトの中へ」 第6シーズン第10話「裁かれる弁護士」 第7シーズン第17話「グロリアの銃」 |
| 2011      | フォーリング スカイズ Falling Skies                    | 監督               | 第1シーズン第4話「届かぬ祈り」 第1シーズン第5話「作戦決行」 |
| 2011-2012 | リゾーリ&アイルズ ヒロインたちの捜査線 Rizzoli & Isles | 監督               | 第2シーズン第9話「メッセージ」 第3シーズン第7話「妄想」 |
| 2011-2016 | PERSON of INTEREST 犯罪予知ユニット Person of Interest | 監督               | 第1シーズン第7話「目撃者」 第1シーズン第21話「運命の日」 第2シーズン第7話「選択」 第2シーズン第15話「亡命者」 第3シーズン第2話「情報社会」 第3シーズン第9話「交差」 第3シーズン第21話「ベータテスト」 第4シーズン第3話「援助」 第4シーズン第16話「資金洗浄」 第4シーズン第21話「病棟」 第5シーズン第10話「完全なる孤立」                                                                          |
| 2012-2014 | レボリューション Revolution                            | 監督               | 第1シーズン第10話「断たれた絆」 第1シーズン第19話「汚れた手」 第2シーズン第5話「戦争の切り札」 第2シーズン第17話「愚かなる人々」 |
| 2013      | VEGAS/ベガス Vegas                                     | 監督               | 第1シーズン第13話「砂漠のヒッチハイク」 |
| 2013      | HOSTAGES ホステージ Hostages                           | 監督               | 第1シーズン第12話「偽りの同盟」 |
| 2016-2017 | サバイバー: 宿命の大統領 Designated Survivor           | 監督               | 第1シーズン第7話「内通者の影」 第1シーズン第10話「深まる疑念」 第1シーズン第14話「最高司令官」 第1シーズン第17話「9人目の候補者」 第1シーズン第21話「衝撃に備えて」 第2シーズン第2話「最後の一刺し」 |
| 2016-2018 | ウエストワールド Westworld                             | 監督               | 第1シーズン第6話「スパイの正体」 第1シーズン第7話「だまし絵」 第2シーズン第10話「乗客」 |
| 2019      | アメリカン・ゴッズ American Gods                       | 監督               | 第2シーズン第2話「魅惑的な男」 |
| 2019      | 高い城の男 The Man in the High Castle                  | 監督               | 第4シーズン第8話「本土帰還」 |
| 2019      | ウォッチメン Watchmen                                  | 監督               | 第1シーズン第9話「彼らが飛ぶのをご覧よ」 |
| 2019-2020 | ザ・ボーイズ The Boys                                  | 監督               | 第1シーズン第4話「彼女」 第2シーズン第4話「この世に類を見ないもの」 |
| 2021      | ウォーキング・デッド The Walking Dead                  | 監督               | 第11シーズン第3,4話 |
| 2022      | ターミナル・リスト The Terminal List                   | 監督               | Amazonオリジナルドラマ |
| 2024      | SHOGUN 将軍 Shōgun                                     | 監督               | - 第1シーズン第4話「八重垣」 - 第1シーズン第5話「父の怒り」 - 第1シーズン第9話「紅天」 - 第1シーズン第10話「夢の中の夢」 ※第9話「紅天」で第76回プライムタイム・エミー賞ドラマ・シリーズ部門監督賞を受賞 |
| 2024      | ザ・ボーイズ The Boys                                  | 監督               | 第4シーズン第3話『我らは赤旗を掲げ続ける』 |